# قرار مجلس الأمن التابع للأمم المتحدة رقم 1808
قرار مجلس الأمن التابع للأمم المتحدة رقم 1808، الصادر بالإجماع في 15 أبريل 2008. سعا إلى معالجة الوضع الحالي في جورجيا، التي لديها دولتان منفصلتان بحكم الواقع داخل حدودها، ولم تعترف الأمم المتحدة بأي منهما. وكان الهدف الأساسي هو تمديد ولاية بعثة مراقبي الأمم المتحدة في جورجيا، التي كانت تتألف أساسا من حفظة السلام الروس.

## بعد حرب 2008 في جورجيا
زعمت دول عديدة، ولا سيما لوكسمبورغ، أنه خلال حرب أوسيتيا الجنوبية عام 2008، انتهكت روسيا هذا القرار، خاصة بعد اعترافها بأبخازيا وأوسيتيا الجنوبية. تم الاعتراف بأبخازيا الآن من قبل ست دول أعضاء في الأمم المتحدة وأوسيتيا الجنوبية بخمس دول على التوالي.[بحاجة لمصدر]

## روابط خارجية
- نص القرار في undocs.org